# خرمنیان
عنکبوت‌های فالانجیدا (نام علمی: Phalangiidae) نام یک تیره از راسته عنکبوت‌های خرمن است. این خانواده دارای ۳۸۰ گونه می‌باشد.